# Trypanaresta miseta
Trypanaresta miseta är en tvåvingeart som först beskrevs av Erich Martin Hering 1938.  Trypanaresta miseta ingår i släktet Trypanaresta och familjen borrflugor. Inga underarter finns listade i Catalogue of Life.